# 1940年代のラグビー
< 1940年代
- 1940年代前後:1930年代のラグビー - 1940年代のラグビー - 1950年代のラグビー

## できごと

### 1945年
- 9月23日 - 関西クラブ-旧制三高が京都大学グラウンドで行われ、関西クラブが勝利
- 11月2日 - 成城グラウンドに学生、OBラガーが終結して紅白戦を行う
- 11月23日 - 日産厚生園にて早慶OB戦など3試合を開催
- 12月2日 - 京都大学-同志社大学の定期戦復活。11-9で京大勝利
- 12月9日 - 西宮運動場にて東京大学-京都大学の定期戦最下位。11-5で東大勝利

### 1946年
- （ルール改正） - スクラム時のボール投入・オフサイドラインの規定[1]
- 1月1日　日産厚生園にて慶応大学-京大の定期戦復活。21‐8で慶大勝利
- 1月20日 - 全早大-全帝大（東大・京大の混成軍）が京大グラウンドで行われる
- 9月22日 ― 関東のシーズン初戦、明治大学-日本大学が行われ、明治大学が72-0と大勝
- 11月2日 - 第1回国民体育大会。優勝は社会人・門司鉄道局、高専・立命館専門、中等部・神戸二中
- 11月3日 - 早大-京大の定期戦復活。26-14で京大勝利
- 11月23日 - 早慶戦が神宮競技場で行われ、慶大勝利（9-8）

### 1947年
- 1月6日 - 全国中等学校大会が復活。福岡中が優勝（西宮球技場）
- 1月8日 - 戦後初の全国高専大会が開催され、西南学院が優勝
- 3月20日 神宮球場で初の東西学生対抗戦。関東学生が48-3で勝利
- 3月22日 - 第17回東西対抗試合は30-19で関東が勝利
- 4月1日 - 九州ラグビー協会が西部協会から独立
- 9月 - 秩父宮、日本ラグビー協会総裁に就任
- 10月 - エーコンクラブ創部
- 11月2日 - 第2回石川国体。社会人は門司鉄道局と秋田県の新潟鉄道局土崎工機部が引き分け、両者優勝。中等部は函館市立中が優勝
- 11月22日 - 東京ラグビー場（現秩父宮ラグビー場）竣成
- 12月7日 - 早明戦は明大が19-15で勝利
- 12月14日 - 明大が慶明戦に勝利して（45-0）、全勝で対抗戦制覇

### 1948年
- （ルール改正） - 国際試合の試合時間、ラインアウト時のスクラム選択禁止[1]。
- （競技団体加盟） - 南アフリカ、ニュージーランド、オーストラリアがIRFBへ加盟[1]。
- 1月2日 - 東西学生対抗が行われ関西学園大学が26-12で明大を破り、初全国制覇
- 1月6日 - 第27回中等学校大会は秋田工と函館市立中が優勝を分ける
- 1月7日 - 第20全国高専大会は西南学院が連覇
- 2月11日 - 第2回東西学生対抗戦が行われ、18-14で関西学生勝利
- 3月21日 - 九州協会独立により三地域対抗戦が始まる。九州代表が24-6で関西代表を破る
- 3月28日 - 関西代表が24-18で関東代表を下す
- 4月4日 - 関東代表が九州代表を破る（23-9）。1勝1敗で並び優勝預かりに
- 5月15日 - 花園で呉駐留のニュージーランドとオーストラリアの国際模範試合。NZが18-8で勝利
- 5月24日 - 東京ラグビー場にて、模範試合2戦。NZ37-8豪州
- 10月3日 - 慶大蹴球部50周年式典、祝賀会（日吉）
- 10月10日 - 日本ラグビー50周年記念式典（東京ラグビー場）
- 10月30日 - 第3回福岡国体開幕。成年は全福岡、高校は秋田工が優勝
- 12月5日 - 早明戦が東京ラグビー場で行われ、早大が勝利（16-5）
- 12月12日 - 関西学大が立命大を破り（22-16）、関西大学制覇

### 1949年
- 1月4日 - 旧制三高と慶大の最後の定期戦（旧制三高ラグビー部消滅）
- 1月5日 - 第28回全国高校大会は秋田工が優勝（13-3四条畷）
- 1月6日 -　第21回全国高専大会は西南学院が3連覇
- 1月9日 - 東西大学王座決定戦（花園）は、早大が15-0で関西学大を破る
- 2月13日 - 第3回東西学生対抗戦は関東（学生）が26‐16で勝利
- 2月27日 - 第1回全国実業団大会決勝、配炭公団が優勝（57-3近鉄）
- 11月3日 - 第4回東京国体は青年が全東京、高校は修猷館が優勝
- 12月4日 - 早明戦は明大が勝利（21‐20）、関西学大は関西対抗戦が3連覇